# Yết Kiêu (xã)
Yết Kiêu là một xã thuộc thành phố  Hải Phòng, Việt Nam.

## Địa lý
Xã Yết Kiêu nằm ở phía tây bắc huyện Gia Lộc, có vị trí địa lý:
- Phía đông giáp thị trấn Gia Lộc
- Phía tây giáp huyện Bình Giang
- Phía nam giáp xã Lê Lợi
- Phía bắc giáp thành phố Hải Dương, huyện Cẩm Giàng

Xã Yết Kiêu có diện tích 11,53 km², dân số năm 2018 là 14.768 người, mật độ dân số đạt 1.281 người/km².

## Lịch sử
Xã Yết Kiêu hiện nay trước đây vốn là ba xã: Yết Kiêu, Gia Hòa và Trùng Khánh thuộc huyện Gia Lộc.
Xã Yết Kiêu cũ gồm 5 thôn: Vân Am, Hoàng Kim, Hạ Bì, Khuông Phụ, Thượng Bì (chia làm bốn xóm nhỏ là: xóm Chợ, xóm Đình, xóm Ngoi, xóm Hậu).
Trước khi sáp nhập, xã Yết Kiêu có diện tích 4,62 km², dân số là 7.204 người, mật độ dân số đạt 1.559 người/km². Xã Gia Hòa có diện tích 3,90 km², dân số là 5.112 người, mật độ dân số đạt 1.311 người/km². Xã Trùng Khánh có diện tích 3,01 km², dân số là 2.452 người, mật độ dân số đạt 815 người/km².
Ngày 16 tháng 10 năm 2019, Ủy ban Thường vụ Quốc hội ban hành Nghị quyết số 788/NQ-UBTVQH14 về việc sắp xếp các đơn vị hành chính cấp huyện, cấp xã thuộc tỉnh Hải Dương (nghị quyết có hiệu lực từ ngày 1 tháng 12 năm 2019). Theo đó, sáp nhập toàn bộ diện tích và dân số của các xã Gia Hòa và Trùng Khánh vào xã Yết Kiêu.

## Kinh tế
Xã có một chợ gọi là chợ Buộm, thuộc khu thị tứ Yết Kiêu. Đây là khu kinh doanh buôn bán của các tiểu thương khá sầm uất.

## Di tích
Trên địa bàn xã có đền thờ danh tướng Yết Kiêu gồm một gian chính và một gian phụ. Gian chính rộng 5 gian dược xây dựng theo kién trúc cổ. Mặt quay về con sông chảy qua đền, hàng năm đều tổ chức lễ hội bơi thuyền rồng và mở hội đền một lần vào tháng 9.
Ngoài ra còn có Miếu Ông Tứ ở thôn Hoàng Kim, đình Buộm ở xóm Đình và đình Thông ở thôn Vân Am.
Đình Thông là ngôi đình mới được xây dựng lại trên nền ngôi đình cũ mà đã bị thục dân Pháp phá huỷ. Ngôi đình có ba gian thờ và một gian nghỉ xung quanh là đầm xen. Hàng năm thu hút rất nhiều khách thập phương tới viếng thăm.